# Phrynobatrachus gutturosus
Phrynobatrachus gutturosus là một loài ếch trong họ Petropedetidae.
Loài này có ở Cộng hòa Dân chủ Congo, Bờ Biển Ngà, Ghana, Liberia và Nigeria, có thể có ở Bénin, Burkina Faso, Guinée, Mali, Togo và Uganda.
Các môi trường sống tự nhiên của chúng là các khu rừng ẩm ướt đất thấp nhiệt đới hoặc cận nhiệt đới, xavan ẩm, đầm nước, và đầm nước ngọt có nước theo mùa. Loài này đang bị đe dọa do mất môi trường sống.